# تن‌ماهی‌سانیان
تن‌ماهی‌سانیان (نام علمی: Scombroidei) نام یک زیرراسته از راسته سوف‌ماهی‌سانان است.